# ワイルド・ブラック/少年の黒い馬
『ワイルド・ブラック/少年の黒い馬』（The Black Stallion）は、キャロル・バラード監督による1979年のアメリカ映画である。ウォルター・ファーレイによる児童文学『The Black Stallion』を原作とし、メリッサ・マシスンとジャンヌ・ローゼンバーグとウィリアム・D・ウィットリフが脚本を執筆した。出演はケリー・レノ、ミッキー・ルーニー、テリー・ガー、ホイト・アクストン。映画音楽はカーマイン・コッポラが作曲し、製作総指揮はその息子のフランシス・フォード・コッポラが務めた。

## キャスト
- ケリー・レノ（英語版）
- ミッキー・ルーニー
- テリー・ガー
- ホイト・アクストン
- クラレンス・ミューズ（英語版）
- マイケル・ヒギンズ（英語版）

## 評価
2002年にアメリカ国立フィルム登録簿に選ばれた。

### 受賞とノミネート
| 映画祭・賞                   | 部門       | 対象                                   | 結果       |
| ---------------------------- | ---------- | -------------------------------------- | ---------- |
| アカデミー賞                 | 助演男優賞 | ミッキー・ルーニー                     | ノミネート |
| アカデミー賞                 | 編集賞     | ロバート・ダルヴァ                     | ノミネート |
| アカデミー賞                 | 特別業績賞 | アラン・スプレット（音響編集に対して） | 受賞       |
| ゴールデングローブ賞         | 作曲賞     | カーマイン・コッポラ                   | ノミネート |
| 英国アカデミー賞             | 撮影賞     | キャレブ・デシャネル                   | ノミネート |
| ロサンゼルス映画批評家協会賞 | 撮影賞     | キャレブ・デシャネル                   | 受賞       |
| ロサンゼルス映画批評家協会賞 | 音楽賞     | カーマイン・コッポラ                   | 受賞       |

## 続編
1983年に続編の『ワイルド・ブラック2/黒い馬の故郷へ』が公開され、レノが引き続き出演した。1990年からは1993年にかけては『The Adventures of the Black Stallion』が放送された。2003年には前日譚『ヤング・ブラック・スタリオン』がIMAX劇場で公開された。